# Rubus cuneifolius
Rubus cuneifolius là loài thực vật có hoa trong họ Hoa hồng. Loài này được Pursh miêu tả khoa học đầu tiên năm 1814.

## Hình ảnh

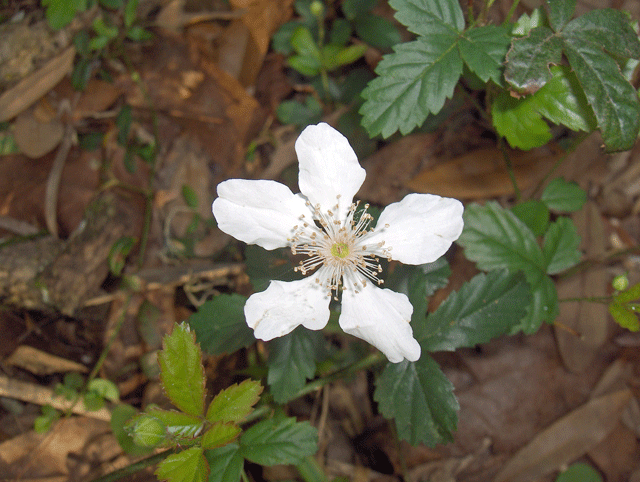